# Rajzen
Rajzen je brend x64 i x86 mikroprocesora dizajniranih i proizvedenih od stranje AMD za desktop, mobilne i ugrađene platforme zasnovanje na Zen i Zen+ mikroarhitekturama. Sastoji se od centralnih procesorskih jedinica ciljanim tržištom za svakodnevno korišćenje, entuzijaste kao i za radne stanice. Rajzen je najavljen 13. decembra 2016, zajedno sa novom Zen mikroarhitekturom, dok je prvi zvanični proizvod pušten u prodaju u februaru 2017. Druga generacija Rajzen procesora je koristila Zen+ mikroarhitekturu, napravljenu pomocu 12nm procesa i puštena u prodaju u aprilu 2018.

## Linija proizvoda

#### Centralne procesorske jedinice:
- Soket: AM4 ili TR4 za Rajzen Treadriper[3][4]
- Set instrukcija: x87, MMX, SSE, SSE2, SSE3, SSSE3, SSE4.1, SSE4.2, AES, CLMUL, ACX, AVX2, FMA3, CVT16/F16C, ABM, BMI1, BMI2, SHA.[3][4]
- Broj tranzistora: 4,8 milijardi na svakih 8 jezgra[5]
- Veličina čipa: 192mm²
- Svaki Rajzen procesor sadrži otključan multiplikator takta brzine za overkloking.

| Model | Datum izlaska i cena  | Broj jezgra (Virtuelnih jezgra) | Radni takt () | Radni takt ()               | Radni takt () | Keš memorija | Keš memorija | Keš memorija |     |    | Podržavana memorija   | Potrošnja Energije |
| Model | Datum izlaska i cena  | Broj jezgra (Virtuelnih jezgra) | Osnovni       | Precizno pojačanje 1-2 (≥3) |               | L1           | L2           | L3           |     |    | Podržavana memorija   | Potrošnja Energije |
| ----- | --------------------- | ------------------------------- | ------------- | --------------------------- | ------------- | ------------ | ------------ | ------------ | --- | -- | --------------------- | ------------------ |
| 1200  | 27 jul 2017 $109      | 4(4)                            | 3.1           | 3.4                         | 3.45          | 384 KB       | 512 KB       | 8 MB         | AM4 | 24 | DDR4-2666 dvo-kanalna | 65 W               |
| 1300X | 27. jul 2017 $129     | 4(4)                            | 3.5           | 3.7                         | 3.9           | 384 KB       | 512 KB       | 8 MB         | AM4 | 24 | DDR4-2666 dvo-kanalna | 65 W               |
| 1400  | 11. april 2017. $169  | 4(8)                            | 3.2           | 3.4                         | 3.45          | 384 KB       | 512 KB       | 8 MB         | AM4 | 24 | DDR4-2666 dvo-kanalna | 65 W               |
| 1500X | 11. april 2017 $189   | 4(8)                            | 3.5           | 3.7 (3.6)                   | 3.9           | 384 KB       | 512 KB       | 16 MB        | AM4 | 24 | DDR4-2666 dvo-kanalna | 65 W               |
| 1600  | 11. april 2017 $219   | 6(12)                           | 3.2           | 3.6 (3.4)                   | 3.7           | 576 KB       | 512 KB       | 16 MB        | AM4 | 24 | DDR4-2666 dvo-kanalna | 65 W               |
| 1600X | 11. april 2017 $249   | 6(12)                           | 3.6           | 4.0 (3.7)                   | 4.1           | 576 KB       | 512 KB       | 16 MB        | AM4 | 24 | DDR4-2666 dvo-kanalna | 95 W               |
| 1700  | 2. mart 2017 $329     | 8 (16)                          | 3.0           | 3.7 (3.2)                   | 3.75          | 768 KB       | 512 KB       | 16 MB        | AM4 | 24 | DDR4-2666 dvo-kanalna | 65 W               |
| 1700X | 2. mart 2017 $399     | 8 (16)                          | 3.4           | 3.8 (3.5)                   | 3.9           | 768 KB       | 512 KB       | 16 MB        | AM4 | 24 | DDR4-2666 dvo-kanalna | 95 W               |
| 1800X | 2. mart 2017 $499     | 8 (16)                          | 3.6           |                             | 4.1           | 768 KB       | 512 KB       | 16 MB        | AM4 | 24 | DDR4-2666 dvo-kanalna | 95 W               |
|Ryzen Threadripper 1900X | 10. avgust 2017. $549 | 8 (16)                          | 3.8           | 4.0 (3.9)                   | 4.2           | 768 KB       | 512 KB       | 16 MB        | TR4 | 64 | DDR4-2666 dvo-kanalna | 180 W              |
|Ryzen Threadripper 1920X | 10. avgust 2017. $799 | 12 (24)                         | 3.5           | 4.0 (3.7)                   | 4.2           | 1152 KB      | 512 KB       | 32 MB        | TR4 | 64 | DDR4-2666 dvo-kanalna | 180 W              |
| 1950X | 10. avgust 2017. $999 | 16 (32)                         | 3.4           | 4.0 (3.7)                   | 4.2           | 1536 KB      | 512 KB       | 32 MB        | TR4 | 64 | DDR4-2666 dvo-kanalna | 180 W              |

#### Rajzen mobilni procesori:
Glavni izvršni direktor AMD-a Lisa Su je u martu 2017 godine potvrdila da će mobilni procesori takođe imati brend Rajzen. Tradicionalno mobilni procesori su imali odvojen brend od centralnih procesorskih jedinica, kasnije je uvedeno Rajzen Mobilni, AMD je izjavio da ce ovi čipovi imati poboljšanu preformancu CPU-a, -a kao i manju potrošnju energije ne prethodne generacije mobilnih procesora.
- Broj tranzistora: 4,95 milijardi[13]
- Veličina čipa: 210mm²[13]
- 16 eksternih PCI-E 3.0 linija, 8 internih PCI-E 3.0 linija za integrisanu grafiču procesorsku jedinicu

| Model | Datum izlaska      |                                 |              |              |              |              |              |       |                       |             |                          | Podržavana memorija   | Potrošnja energije |
| Model | Datum izlaska      | Broj jezgra (virtuelnih jezgra) | Radni takt() | Radni takt() | Radni takt() | Keš memorija | Keš memorija | Model | Konfiguracija         | Radni takt  | Procesorska moc (GFLOPS) | Podržavana memorija   | Potrošnja energije |
| Model | Datum izlaska      | Broj jezgra (virtuelnih jezgra) | Osnovni      | Pojačani     | XFR          | L2           | L3           | Model | Konfiguracija         | Radni takt  | Procesorska moc (GFLOPS) | Podržavana memorija   | Potrošnja energije |
| ----- | ------------------ | ------------------------------- | ------------ | ------------ | ------------ | ------------ | ------------ | ----- | --------------------- | ----------- | ------------------------ | --------------------- | ------------------ |
|       | 2019               | 2 (4)                           | 2.3          | 3.2          | nepoznato    | 1 MB         | 4 MB         |       | 192:12:4 3            | 1000        | 384                      | DDR4-2400 dvo-kanalna | 12–25 W (podesiva) |
|       | 8. januar 2018     | 2 (4)                           | 2.5          | 3.4          | nepoznato    | 1 MB         | 4 MB         | 1100  | 192:12:4 3            | 422.4       |                          | DDR4-2400 dvo-kanalna | 12–25 W (podesiva) |
|       | 8. januar 2018     | 4 (4)                           | 2.0          | 3.4          | nepoznato    | 2 MB         | 4 MB         | 1100  |                       | 384:24:8 6  | 844.8                    | DDR4-2400 dvo-kanalna | 12–25 W (podesiva) |
|       | 15. maj 2018       | 4 (4)                           | 2.0          | 3.4          | nepoznato    | 2 MB         | 4 MB         | 1100  |                       | 384:24:8 6  | 844.8                    | DDR4-2400 dvo-kanalna | 12–25 W (podesiva) |
|       | 26. oktobar 2017   | 4 (8)                           | 2.0          | 3.6          | nepoznato    | 2 MB         | 4 MB         | 1100  |                       | 512:32:16 8 | 1126.4                   | DDR4-2400 dvo-kanalna | 12–25 W (podesiva) |
|       | 15. maj 2018       | 4 (8)                           | 2.0          | 3.6          | nepoznato    | 2 MB         | 4 MB         | 1100  |                       | 512:32:16 8 | 1126.4                   | DDR4-2400 dvo-kanalna | 12–25 W (podesiva) |
|       | 10. septembar 2018 | 4 (8)                           | 3.2          | 3.6          | nepoznato    | 2 MB         | 4 MB         | 1100  | DDR4-3200 dvo-kanalna | 512:32:16 8 | 1126.4                   | 35–54 W (podesiva)    |                    |
|       | 26. oktobar 2017   | 4 (8)                           | 2.2          | 3.8          | nepoznato    | 2 MB         | 4 MB         |       | 640:40:16 10          | 1300        | 1664                     | DDR4-2400 dvo-kanalna | 12–25 W (podesiva) |
| 2700U | 15. maj 2018       | 4 (8)                           | 2.2          | 3.8          | nepoznato    | 2 MB         | 4 MB         |       | 640:40:16 10          | 1300        | 1664                     | DDR4-2400 dvo-kanalna | 12–25 W (podesiva) |

##### Desktop
U januaru 2018 godine AMD je najavio prva dva desktop procesora sa integrisanom VEGA grafickom procesorskom jedinicom pod šifrom Rejven Rige, koji su zvanično pušteni u februaru.
| Model | Datum izlaska     |                                 |                 |                 |                 |              |              |                    |               |            |                          | Podržavana memorija   | Potrošnja energije |
| Model | Datum izlaska     | Broj jezgra (virtuelnih jezgra) | Radni takt(GHz) | Radni takt(GHz) | Radni takt(GHz) | Keš memorija | Keš memorija | Model              | Konfiguracija | Radni takt | Procesorska moc (GFLOPS) | Podržavana memorija   | Potrošnja energije |
| Model | Datum izlaska     | Broj jezgra (virtuelnih jezgra) | Osnovni         | Pojačani        |                 | L2           | L3           | Model              | Konfiguracija | Radni takt | Procesorska moc (GFLOPS) | Podržavana memorija   | Potrošnja energije |
| ----- | ----------------- | ------------------------------- | --------------- | --------------- | --------------- | ------------ | ------------ | ------------------ | ------------- | ---------- | ------------------------ | --------------------- | ------------------ |
|       | 6. septembar 2018 | 2 (4)                           | 3.2             |                 | nepoznato       | 1 MB         | 4 MB         |                    | 192:12:4 3    | 1000       | 384                      | DDR4-2666 dvo-kanalna | 35 W               |
|       | 6. septembar 2018 | 2 (4)                           | 3.2             |                 | nepoznato       | 1 MB         | 4 MB         |                    | 192:12:4 3    | 1000       | 384                      | DDR4-2666 dvo-kanalna | 35 W               |
|       | 21. decembar 2018 | 2 (4)                           | 3.4             |                 | nepoznato       | 1 MB         | 4 MB         |                    | 192:12:4 3    | 1000       | 384                      | DDR4-2666 dvo-kanalna | 35 W               |
|       | 21. decembar 2018 | 2 (4)                           | 3.5             |                 | nepoznato       | 1 MB         | 4 MB         |                    | 192:12:4 3    | 1000       | 384                      | DDR4-2666 dvo-kanalna | 35 W               |
|       | 19. april 2018    | 4 (4)                           | 3.2             | 3.6             | nepoznato       | 2 MB         | 4 MB         |                    | 512:32:16 8   | 1100       | 1126                     | DDR4-2933 dvo-kanalna | 35 W               |
|       | 10. maj 2018      | 4 (4)                           | 3.2             | 3.6             | nepoznato       | 2 MB         | 4 MB         |                    | 512:32:16 8   | 1100       | 1126                     | DDR4-2933 dvo-kanalna | 35 W               |
|       | 12. februar 2018  | 4 (4)                           | 3.5             | 3.7             | nepoznato       | 2 MB         | 4 MB         | 45–65 W (podesiva) | 512:32:16 8   | 1100       | 1126                     | DDR4-2933 dvo-kanalna |                    |
|       | 10. maj 2018      | 4 (4)                           | 3.5             | 3.7             | nepoznato       | 2 MB         | 4 MB         | 45–65 W (podesiva) | 512:32:16 8   | 1100       | 1126                     | DDR4-2933 dvo-kanalna |                    |
|       | 19. april 2018    | 4 (8)                           | 3.2             | 3.8             | nepoznato       | 2 MB         | 4 MB         |                    | 704:44:16 11  | 1250       | 1760                     | DDR4-2933 dvo-kanalna | 35 W               |
|       | 10. maj 2018      | 4 (8)                           | 3.2             | 3.8             | nepoznato       | 2 MB         | 4 MB         |                    | 704:44:16 11  | 1250       | 1760                     | DDR4-2933 dvo-kanalna | 35 W               |
|       | 12. februar 2018  | 4 (8)                           | 3.6             | 3.9             | nepoznato       | 2 MB         | 4 MB         | 45–65 W (podesiva) | 704:44:16 11  | 1250       | 1760                     | DDR4-2933 dvo-kanalna |                    |
|       | 10. maj 2018      | 4 (8)                           | 3.6             | 3.9             | nepoznato       | 2 MB         | 4 MB         | 45–65 W (podesiva) | 704:44:16 11  | 1250       | 1760                     | DDR4-2933 dvo-kanalna |                    |

#### Zen+ mikroarhitektura:

##### Centralne procesorske jedinice
Prva serija 2000 Rajzen procesora zasnovana na Zen+ mikroarhitekturi je najavljena 13. aprila 2018 i puštena je šest dana kasnije.
| Model        | Datum izlaska      | Broj jezgra (Virtuelnih jezgra) | Radni takt () | Radni takt () | Keš memorija | Keš memorija     | Keš memorija |       | linija | Podržavana memorija       | Potrošnja Energije |
| Model        | Datum izlaska      | Broj jezgra (Virtuelnih jezgra) | Osnovni       | PB2           | L1           | L2               | L3           |       | linija | Podržavana memorija       | Potrošnja Energije |
| ------------ | ------------------ | ------------------------------- | ------------- | ------------- | ------------ | ---------------- | ------------ | ----- | ------ | ------------------------- | ------------------ |
|              | 11. septembar 2018 | 4 (4)                           | 3.5           | 4.0           | 384KB        | 512 KB po jezgru | 8 MB         | AM4   | 24     | DDR4-2666 dvo-kanalna     | 65 W               |
|              | 11. septembar 2018 | 4 (8)                           | 3.5           | 3.7           | 384KB        | 512 KB po jezgru | 8 MB         | AM4   | 24     | DDR4-2666 dvo-kanalna     | 65 W               |
|              | 11. septembar 2018 | 6 (12)                          | 3.2           | 3.4           | 578KB        | 512 KB po jezgru | 16 MB        | AM4   | 24     | DDR4-2666 dvo-kanalna     | 65 W               |
| Ryzen 5 2600 | 19. april 2018     | 6 (12)                          | 3.5           | 3.7 (3.6)     | 576KB        | 512 KB po jezgru | 16 MB        | AM4   | 24     | DDR4-2666 dvo-kanalna     | 65 W               |
|              | 19. april 2018     | 6 (12)                          | 3.2           | 3.6 (3.4)     | 576KB        | 512 KB po jezgru | 16 MB        | AM4   | 24     | DDR4-2666 dvo-kanalna     | 65 W               |
|              | 11. septembar 2018 | 8 (16)                          | 3.6           | 4.0 (3.7)     | 768KB        | 512 KB po jezgru | 16 MB        | AM4   | 24     | DDR4-2666 dvo-kanalna     | 95 W               |
|              | 19. april 2018     | 8 (16)                          | 3.0           | 3.7 (3.2)     | 768KB        | 512 KB po jezgru | 16 MB        | AM4   | 24     | DDR4-2666 dvo-kanalna     | 65 W               |
|              | 6. septembar 2018  | 8 (16)                          | 3.4           | 3.8 (3.5)     | 768KB        | 512 KB po jezgru | 16 MB        | AM4   | 24     | DDR4-2666 dvo-kanalna     | 95 W               |
|              | 19. april 2018     | 8 (16)                          | 3.6           |               | 768KB        | 512 KB po jezgru | 16 MB        | AM4   | 24     | DDR4-2666 dvo-kanalna     | 95 W               |
|              | oktobar 2018       | 12 (24)                         | 3.8           | 4.0 (3.9)     | 1,125KB      | 512 KB po jezgru | 32 MB        |       | 64     | DDR4-2666 četvoro-kanalna | 180 W              |
|              | 31. avgust 2018    | 16 (32)                         | 3.5           | 4.0 (3.7)     | 1,500KB      | 512 KB po jezgru | 32 MB        |       | 64     | DDR4-2666 četvoro-kanalna | 180 W              |
|              | oktobar 2018       | 24 (48)                         | 3.4           | 4.0 (3.7)     | 2,250KB      | 512 KB po jezgru | 64 MB        | 250 W | 64     | DDR4-2666 četvoro-kanalna |                    |
|              | 13. avgust 2018    | 32 (64)                         |               |               | 3,000KB      | 512 KB po jezgru | 64 MB        | 250 W | 64     | DDR4-2666 četvoro-kanalna |                    |

#### Zen 2 mikroarhitektura
U januaru 2019 tokom konvencije potrošača elektronike, izvršni direktor AMD-a Lisa Su je pokazala ranu verziju treće generacije Rajzen desktop procesora. Su je u ruci pokazala otvoren čip sa osam jezgra zasnovan na Zen 2 mikroarhitekturi. Dizajn se sastojao iz jednog većeg čipa, veličine 14nm i manjeg, odvojenog čipa veličine 7nm. Takođe su demonstrirali sistem za testiranje koji je pokazao da je procesor sa osam jezgra zasnovan na Zen 2 mikroarhitekturi dostigao preformance koje se direktno mogu porediti sa Intel Kor I9-9900k procesorom dok je pritom koristio 30% manje električne energije. Istog dana Su je potvrdila da će se neiskorišćeno mesto na ploči čipa iskoristiti za dodavanje još više jezgra.

## Početni prijem
Prvi Rajzen 7 (1700, 1700X i 1800X) su prvi put pušteni u prvoj polovini marta 2017 i generalno su dobro primljeni od strane recenzenata. Rajzen je prva potpuno nova mikroarhitektura od strane AMD-a u poslednjih pet godina, bez mnogo inicijalne optimizacije, radila je jako dobro za recenzente. Inicijalno Rajzen čipovi su jako dobro radili uz već postojeće softvere i igrice na tržištu sa najboljim rezultatima u radnim stanicama i solidnim rezultatima u igricama.
Kada su u pitanju radnje koje zahtevaju više jezgara, Rajzen je oko četiri puta brži nego starija mikroarhitektura FX-8370 i skoro dva puta brža nego Intel i7 procesor, dok je cena znatno manja.
Jedna česta žalba bila je da je Rajzen dosta zaostaja o za Intel čipovima kada je trebalo da se pokreću stare igrice, ili, kada je trebalo da se pokrenu nove igrice na svakodnevnim rezolucijama od 720p ili 1080p.

## Podrška za operativne sisteme
Iako je AMD potvrdio sposobnost kompjutera sa Rajzen procesorom da pokreću Microsoft Windows 7 i Windows, Mikrosoft zvanicno ne podržava starije verzije Windows-a na novim procesorskim arhitekturama, uključujući i Rajzen kao i Intel i3/i5/i7.
AMD je inicijalno najavio da drajveri za Rajzen neće biti dostupni za Windows 7, ali AMD Rajzen i Treadriper čipovi u listi drajvera uključuju drajvere za Windows 7,
Rajzen procesori su kompatibilni sa Linuks operativnim sistemom. Pune preformance su otključane u kernel verziji 4.10 i novije.
Због корона пандемије, тренутно је немогуће купити ове процесоре у малопродајним објектима.

## Spoljašnje veze
- Zvaničan sajt AMD Rajzen
- Rajzen najava
- AMD Athlon procesori, slike i opisi